# Matelea tigrina
Matelea tigrina är en oleanderväxtart som först beskrevs av August Heinrich Rudolf Grisebach, och fick sitt nu gällande namn av R. E. Woodson. Matelea tigrina ingår i släktet Matelea och familjen oleanderväxter. Inga underarter finns listade i Catalogue of Life.